# Микола Марцинчик
Микола Марцинчик (16 грудня 1901, с. Кубельники, Гродненський повіт, нині Берестовицький район — 23 травня 1980, Гродно)  — білоруський суспільно-політичний діяч у Західній Білорусі, доктор, публіцист, мемуарист. Редактор журналу «Студентська думка (Вільнюс)».

## Біографія
Один із засновників Білоруського студентського союзу 1921. Редактор журналу «Студентська думка (Вільнюс)». Брав участь в установчій конференції зі створення БСРГ 1925 у Гданську. З 1925 секретар, з 1934 заступник голови Головного управління ТБШ.
1927 закінчив Вільнюський університет. З 1927 викладав у Віленській білоруській гімназії. Викладав хімію і анатомію. Одночасно працював доктором в клініці Вільнюського університету. Був особистим лікарем Михайла Забейди-Сумицького.
В 1927 і 1930 роках арештований польською владою. В 1931 висланий до с. Наревка (Гайнівський повіт, Білостоцьке воєводство) під нагляд поліції.
У 1930-і пресою КП(б)Б і КПЗБ звинувачений у співпраці з польською владою, у спробах звернути ТБШ зі шляху національно-визвольної боротьби. Поступово відійшов від громадської і політичної діяльності.
З 1944 головний лікар інфекційної лікарні у Гродно. Заарештований органами МДБ в 1948. 12 березня 1949 засуджений до 10 років таборів. Засланий до Воркути. Там працював лікарем у табірному шпиталі. Реабілітований у 1956.
Повернувся до Гродно; працював в обласній лікарні.
Залишив спогади.
Сестра — Люба Марцинчик — була одружена з Олександром Авдеєм.